# مدلین بروئر
مَـدلین کاترین بروئر (انگلیسی: Madeline Kathryn Brewer؛ زادهٔ ۱ مهٔ ۱۹۹۲) بازیگر اهل ایالات متحده آمریکا است. وی از سال ۲۰۱۳ میلادی تاکنون مشغول فعالیت بوده‌است.
از فیلم‌ها یا برنامه‌های تلویزیونی که وی در آن نقش داشته‌است، می‌توان به سرگذشت ندیمه ،شیادان و اعجوبه فضایی اشاره کرد.